# Liselotte Glage
Liselotte Glage (* 26. Dezember 1939 in Troppau) ist eine deutsche Anglistin und Hochschullehrerin.

## Leben und Wirken
Liselotte Glage studierte Anglistik und Romanistik an der Universität Heidelberg und legte dort 1965 das erste Staatsexamen für den höheren Schuldienst ab. Ihre Promotion mit einer Arbeit über William Wordsworth erfolgte in Heidelberg 1969. Von 1968 bis 1971 war sie als wissenschaftliche Assistentin und Lehrbeauftragte an der Technischen Universität Berlin tätig. 1971 wechselte sie an die Technische Universität Hannover, wo sie sich 1979 für Englische Philologie habilitierte. Dort lehrte sie als Akademische Rätin bzw. Oberrätin (1983 bzw. 1986) und von 1989 bis 2006 als Professorin für Englische Literaturwissenschaft.
Von 1995 bis 2005 war Liselotte Glage Vizepräsidenten der Technischen Universität Hannover.
In ihren Veröffentlichungen beschäftigt sich Glage mit englischen Autoren des 19. Jahrhunderts, der anglophonen Literatur in der Dritten Welt und Gender-Themen.

## Veröffentlichungen (Auswahl)
- Das Christliche im Spätwerk von William Wordsworth. Versuch einer Neubestimmung (= Anglistische Forschungen. Bd. 98). Winter, Heidelberg 1970 (= Dissertation Universität Heidelberg).
- Clementina Black. A study in social history and literature (= Anglistische Forschungen. Bd. 156). Winter, Heidelberg 1981, ISBN 3-533-03034-2 (= Habilitationsschrift Technische Universität Hannover).
- mit Jörg Rublack: Die gestörte Identität. Wahn und Wirklichkeit in James Hoggs "The private memoirs and confessions of a justified sinner" (= Anglistische Forschungen. Bd. 155). Winter, Heidelberg 1981, ISBN 3-533-03015-6.
- mit Jörg Rublack (Hrsg.): Wahn in literarischen Texten. R. G. Fischer, Frankfurt am Main 1983, ISBN 3-88323-454-0.
- Jane Austen: "Pride and prejudice" (= Text und Geschichte. Modellanalysen zur englischen und amerikanischen Literatur. Bd. 12). Fink, München 1984, ISBN 3-7705-2210-9.
- Was ist radikal an George Eliots Roman 'Felix Holt, The Radical'? In: Gregory Claeys, Liselotte Grage (Hrsg.): Radikalität in Literatur und Gesellschaft des 19. Jahrhunderts (= Aspekte der englischen Kultur- und Geistesgeschichte. Bd. 11). Lang, Frankfurt am Main 1987, ISBN 3-8204-0177-6, S. 219–242.
- Biographies and no end. Katherine Mansfields criticism in search of its subject. In: Paulette Michel (Hrsg.): The fine instrument. Essays on Katherine Mansfield. Dangaroo Press, Sydney 1989, ISBN 1-871049-61-X, S. 28–48.
- Von Biographie zu Biographie. Die Mansfieldforschung auf der Suche nach ihrem Subjekt. In: Germanisch Romanische Monatsschriften, N.F. Bd. 40 (1990), S. 66–84.
- (Hrsg.): Postkoloniale Literaturen. Peripherien oder neue Zentren? Argument-Verlag, Hamburg/Berlin 1993, ISBN 3-88619-711-5.
- Vorstellungen vom anderen: Schwarz und Weiß in Romanen von La Guma, Gordimer und Coetzee. In: Feministische Studien. Bd. 14, H. 1, 1996, S. 36–49.
- (Hrsg.): Being/s in transit. Travelling, migration, dislocation (= Cross/Cultures. Bd. 41). Rodopi, Amsterdam 2000, ISBN 90-420-0649-8.
- (Hrsg.): "The decolonizing pen". Cultural diversity and the transnational imaginary in Rushdie's fiction. Wiss. Verlag Trier, Trier 2001, ISBN 3-88476-452-7.